# Brutovce
Brutovce (deutsch Stenzelau, Stenzelhaus oder Brutowitz, ungarisch Szepesszentlőrinc – bis 1892 Brutóc) ist eine Gemeinde im Osten der Slowakei mit 144 Einwohnern (Stand 31. Dezember 2024) und gehört zum Okres Levoča, einem Kreis des Prešovský kraj sowie zur traditionellen Landschaft Zips.

## Geografie
Die Gemeinde befindet sich in den Leutschauer Bergen im Quellbereich der Bäche Kunišovský potok und Rovinka (Einzugsgebiet Torysa). Das Ortszentrum liegt auf einer Höhe von 864 m n.m. und ist 24 Kilometer von Levoča entfernt.
Nachbargemeinden sind Tichý Potok im Norden, Brezovička und Nižný Slavkov im Osten, Bijacovce im Südosten, Ordzovany im Süden und Olšavica im Westen.

## Geschichte
Brutovce wurde nach 1260 auf damaligem Gebiet des Nachbarortes Olšavica gegründet und zum ersten Mal 1319 als Brotouch a. n. Senthlorinch schriftlich erwähnt. 1553 gab es drei verlassene Höfe sowie 28 Bauern. 1787 zählte man 35 Häuser und 354 Einwohner und 1828 63 Häuser und 459 Einwohner, die in der Landwirtschaft und als Weber beschäftigt waren.
Bis 1918 gehörte der im Komitat Zips liegende Ort zum Königreich Ungarn und kam danach zur Tschechoslowakei beziehungsweise heute Slowakei.

## Bevölkerung
| Jahr                | 1994 | 2004    | 2014     | 2024     |
| ------------------- | ---- | ------- | -------- | -------- |
| Anzahl der Personen | 238  | 217     | 188      | 144      |
| Unterschied         |      | −8,82 % | −13,36 % | −23,40 % |

| Jahr                | 2023 | 2024    |
| ------------------- | ---- | ------- |
| Anzahl der Personen | 146  | 144     |
| Unterschied         |      | −1,36 % |

Gemäß der Volkszählung 2011 wohnten in Brutovce 197 Einwohner, davon 186 Slowaken und ein Tscheche. Zehn Einwohner machten keine Angabe. 178 Einwohner bekannten sich zur römisch-katholischen Kirche, fünf Einwohner zur griechisch-katholischen Kirche und jeweils ein Einwohner zur apostolischen Kirche, zur evangelischen Kirche A. B. sowie zum Judentum. Drei Einwohner waren konfessionslos und bei acht Einwohnern wurde die Konfession nicht ermittelt.

## Bauwerke
- römisch-katholische Lorenzkirche im gotischen Stil aus dem 14. Jahrhundert, im 18. und 20. Jahrhundert umgebaut. Im Inneren der Kirche kann man relativ gut aufbewahrte Plastiken aus dem 14. und 15. Jahrhundert finden.
- Volksarchitektur in der Form von einigen Blockhäusern